# 샤크라마
샤크라마(1999년 10월 5일 ~)는 대한민국의 가수다. 2018년 싱글 《If》로 데뷔했다.
쇼미더머니 8에서 양홍원과의 랩배틀 미션 이후 낸 디스곡인 <안상구>로 대중들에게 알려지기 시작했다.

## 방송
- 쇼미더머니 8 (2019) - Top87
- 쇼미더머니 9 (2020) - 2차 예선 탈락
- 쇼미더머니 10 (2021)
- 쇼미더머니 11 (2022) - Top53
- 랩컵 (2024) - Top100

## 음반
- If (2018)
- Intro (2019)
- I'mmaturity (2019)
- 경멸 (2020)
- 초월인류 (2020)
- 666 (2020)
- 진주특별시 (2020)
- 매복 0.5 (2021)
- Slow But Steady (2021)
- Wordpress (2021)
- Baund Original Plays: SHARKRAMA (2022)
- 재가열 (2022)
- 냉각열 (2022)

## 디스전

### 양홍원과의 디스전
- 2019년 쇼미더머니8 음원 미션에서 양홍원과 함께 팀 미션을 하던 도중 갈등으로 인해 <안상구>라는 디스곡을 내게 되었다.[7]

### 노엘 (래퍼)과의 디스전
- 샤크라마가 사운드클라우드에 <유FAN무죄>라는 디스곡을 내며 노엘을 비판했다.
- <유FAN무죄> 발표 3시간 후 노엘도 샤크라마를 겨냥한 디스곡을 발표했다.
- 노엘의 디스곡이 발매된지 2시간 후 샤크라마가 다시 노엘을 겨냥한 2차 디스곡을 발표했다.